# Upemba lechwe
Упемба лечве (Kobus leche anselli) — підвид антилопи лехве, що зустрічається лише у водно-болотних угіддях Упемба в Демократичній Республіці Конго. Його було описано у 2005 році після аналізу 35 музейних зразків, зібраних у 1926 та 1947—1948 роках. Деякі фахівці вважають Upemba lechwe окремим видом, Kobus anselli.
Чисельність популяції Upemba lechwe значно скоротилася з 1970-х років. Комерційне браконьєрство в 1980-х роках скоротило популяцію з приблизно 20 000 особин до менш ніж 1000 сьогодні. Визнання K. anselli як окремої еволюційної сутності раніше ігнорувалося, оскільки спочатку вважалося, що це просто червоний лечве. Майбутнє Upemba lechwe залежить від зменшення негативного впливу людини та збереження цілісності його водно-болотних угідь.
Зріст лечве в холці становить від 90 до 100 см (від 35 до 39 дюймів), а вага — від 70 до 120 кг (від 150 до 260 фунтів). Вони золотисто-коричневі з білими черевцями. Самці мають темніше забарвлення. Довгі спіральні роги мають розпливчасту ліроподібну форму та носять їх лише самці. Задні лапи дещо довші пропорційно, ніж у інших антилоп, що полекшує біг на довгі дистанції по болотистому ґрунту.[джерело?]